# Romain Schneider

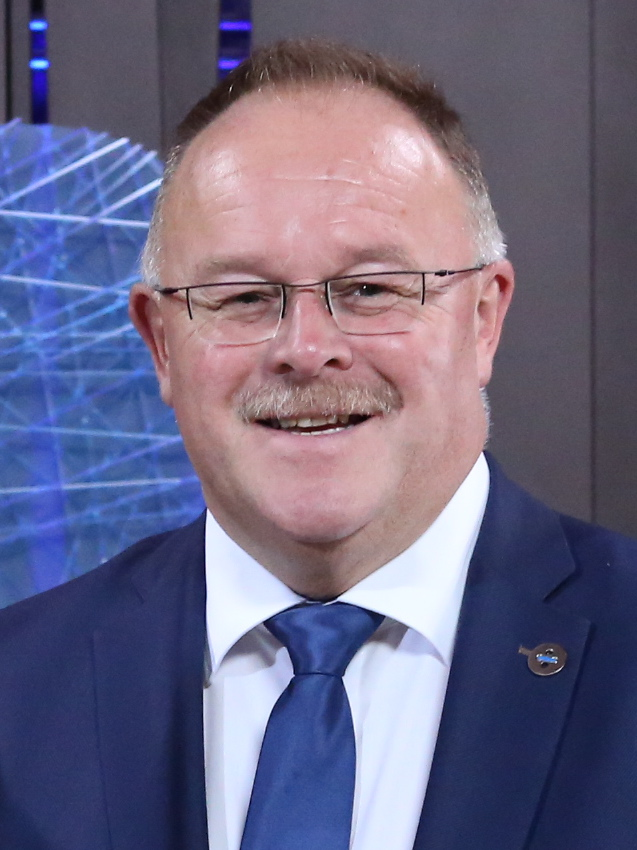
Romain Schneider (2017)

Romain Schneider (ur. 15 kwietnia 1962 w Wiltz) – luksemburski samorządowiec i  polityk, deputowany oraz minister.

## Życiorys
Ukończył Lycée du Nord w Wiltz. Pracował w urzędzie zatrudnienia, od 1989 był agentem tej instytucji w rodzinnym mieście. W 1981 wstąpił do Luksemburskiej Socjalistycznej Partii Robotniczej. W 1994 został wybrany na radnego Wiltz, w 2000 wybrano go na burmistrza tej miejscowości. Funkcję tę pełnił do 2009. W 2004 po raz pierwszy dostał się do Izby Deputowanych (reelekcja w 2009, 2013 oraz 2018). Został też sekretarzem generalnym macierzystego ugrupowania. W lipcu 2009 został ministrem rolnictwa w koalicyjnym rządzie Jeana Claude'a Junckera. W grudniu 2013 w gabinecie Xaviera Bettela objął urząd ministra kooperacji, ochrony socjalnej i sportu. W jego drugim rządzie z grudnia 2018 został ministrem rolnictwa, winogrodnictwa i rozwoju obszarów wiejskich oraz ministrem ochrony socjalnej. Z funkcji rządowych odszedł w styczniu 2022.